# Едвард Тааффе
Едвард Франц Йозеф фон Тааффе (нім. Eduard Franz Joseph Graf von Taaffe; * 24 лютого 1833, Відень — † 29 листопада 1895, Нальжовске-Гори, Чехія) — австро-угорський політик, 11-й граф Тааффе, барон Беллімоут, міністр-президент (прем'єр-міністр) Цислейтанії у 1868–1870, 1879–1893.

## Походження

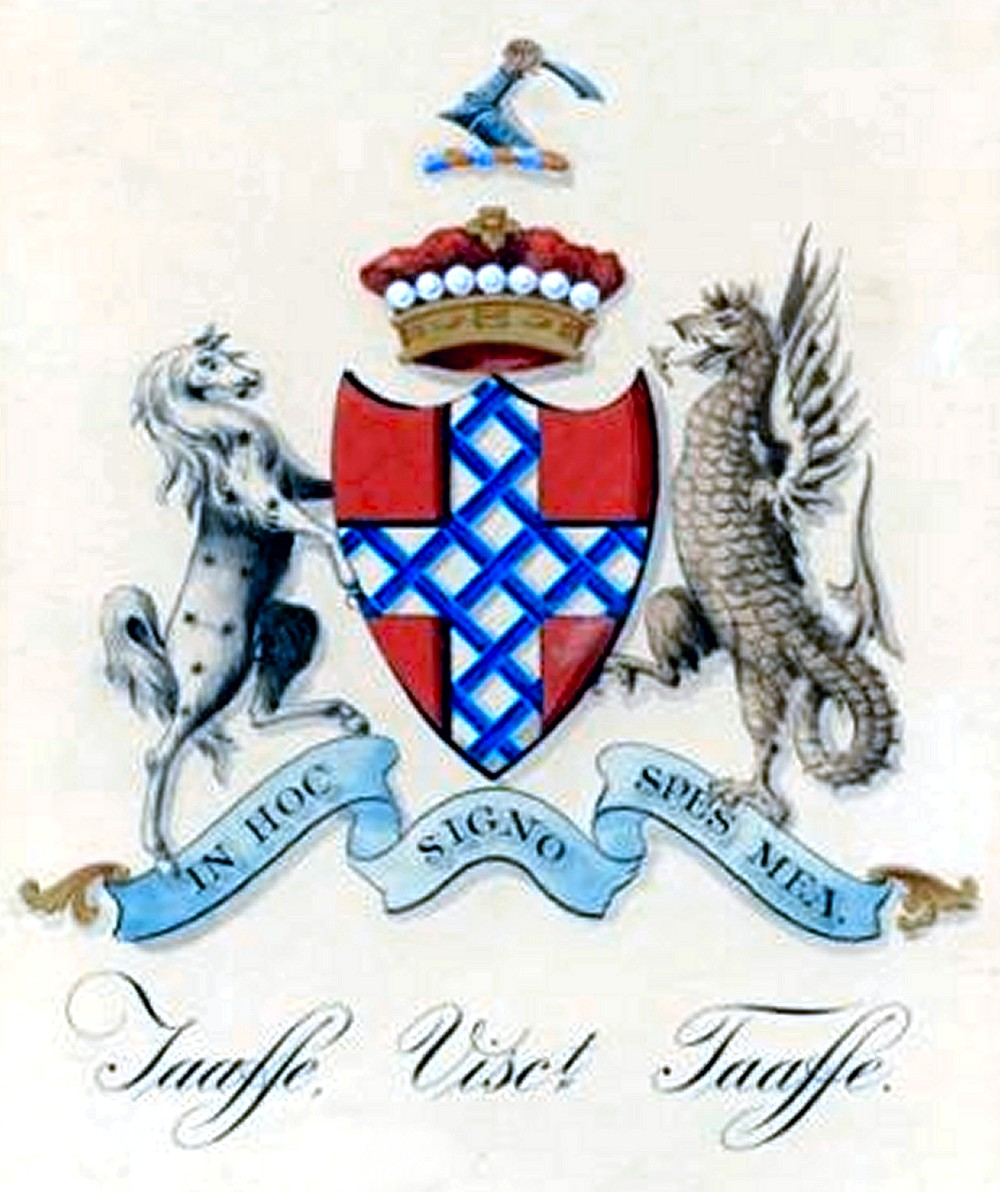
Герб Е.Тааффе

Походив із родини ірландських перів з титулами віконтів Тааффе Корренських, баронів Беллімоутських, а також імперських графів (Reichsgrafen) Священної Римської імперії.

## Біографія
У віці 13 років став товаришем дитячих ігор малолітнього архікнязя Франца Йосифа, майбутнього цісаря. Завдяки цьому в наступні роки здобув його величезну довіру. У 28 років (1861) був призначений штатгальтером Богемії, у 1863 — ландпрезидентом Зальцбурга, у 1867 — ландпрезидентом Заенської Австрії (Kronland Österreich ob der Enns).
1862 — одружився з угорською аристократкою Ірмою Ксакі де Керешегі ет Адоржан. У них народилися 4 доньки і син — Генріх Тааффе.
Від лютого 1867 (розпал дебатів про австро-угорську угоду) займав низку високих урядових посад в уряді Фрідриха фон Бейста: міністр державного управління (Verwaltungsminister), міністр віровизнань і освіти, міністр внутрішніх справ, віце-президент міністрів.
У кабінеті міністра-президента новоствореної Цислейтанії Карла фон Ауерсперга (30 грудня 1867 — 24 вересня 1868) займав посади першого міністра (Bürgerministerium) та міністра крайової оборони.
Після відставки К. фон Ауерсперга займав посаду міністра-президента Цислейтанії (від вересня 1868 до січня 1870).
1870–1871 — займав міністерські посади в уряді Альфреда Потоцького. Після відставки з цієї посади був ландпрезидентом Тироля.
Після укладення австро-німецького союзу (1879) Франц-Йосиф I відправив у відставку ліберально-централістичний уряд Адольфа фон Ауерсперга, а новим міністром-президентом Цислейтанії у серпні знову став Едвард фон Тааффе. Проводив консервативну політику, спираючись на блок консервативних партій (т. зв. «der eiserne Ring» — «залізне кільце»). Проте самого Тааффе не так пов'язували з певними блоками та партіями, а вважали «людиною цісаря».
1893 — уряд Тааффе підготував проект закону про розширення виборчого права. Він був провалений у рейхсраті, після чого уряд пішов у відставку.

## Національна політика уряду
Урядова коаліція 1879—1893 складалася з німецьких консерваторів, близьких до римо-католицької церкви, поляків, яким Тааффе «розв'язав руки» в управлінні Галичиною та «старочехи» (підтримка в обмін на обіцянку допустити чеську мову в державні установи на терені Чехії).
Тааффе виступав за федералізм. Ситуативно йшов на поступки щодо вимог окремих національностей імперії (передусім це стосувалося вживання національних мов на землях, заселених чехами, словенцями, хорватами та сербами.
У 1880 уряд уклав угоду з чехами, яка передбачала утворення в Празі чеського університету та впровадження чеської мови як єдиної мови навчання в округах з перевагою чеського населення. У 1882 у Карловому університеті (Прага) введено викладання чеською мовою поруч із німецькою.
У 1890 уряд намагався провести адміністративну реформу в Чехії, розділивши її на національні (чеські та німецькі) округи, але вона не мала успіху.
До пангерманського руху Тааффе ставився неприхильно.
Час урядування Тааффе відзначався сильним польським впливом у Відні. Багаторічним міністром фінансів і правою рукою прем'єра був польський політик Юліан Дунаєвський.
Українські політики діяльність уряду Тааффе оцінювали радше негативно.

## Соціальна політика
1883 — уряд провів закон про інспекції праці на підприємствах.
Орієнтуючись на соціальні реформи уряду Отто фон Бісмарка в Німеччині та реагуючи на розвиток робітничого руху в Австрії, уряд Тааффе впровадив у 1885—1887 серію законів, спрямованих на охорону прав працівників фабрик і копалень.
1885 — заборонено залучати до роботи на виробництві підлітків, молодших за 14 років, осіб, молодших за 16 років не можна було залучати до важких робіт. Максимальна тривалість робочого дня була обмежена 11 годинами для фабричних працівників, 10 — для гірників, 8 — для жінок і підлітків. Заборонено працю підлітків і жінок у нічний час.
1887 — запроваджено закон про страхування від нещасних випадків (набрав сили 1889).
1888 — ухвалено закон про страхування на випадок хвороби.
Таким чином, в Австро-Угорщині було створена найдосконаліше на той час у Європі законодавство про охорону праці.

## Уряд Тааффе та політичні питання
У 1882 уряд запровадив зміни у виборчому законодавстві, знизивши майновий ценз з 10 до 5 гульденів у сільській і міській куріях, завдяки чому доступ до участі у виборах отримали заможні селяни та міські дрібні власники. Їхні голоси на виборах 1885 зміцнили позиції уряду Тааффе. Цю реформу негативно сприйняли консерватори. Наступна спроба Тааффе лібералізувати виборче законодавство спричинило падіння його уряду.
Водночас уряд Тааффе втілював політику обмеження свободи преси, а 1884 року Тааффе підписав Винятковий закон, спрямований на підсилення боротьби зі страйковим рухом.
Був одним із творців Троїстого союзу (1882).